# HITSAT
HITSAT (auch OSCAR 59, HO-59) war ein japanischer Technologieerprobungs- und Amateurfunksatellit des Hokkaido Institute of Technology.
Er hatte die Form eines Würfels mit einer Kantenlänge von 12 Zentimetern bei einer Masse von 2,7 kg. An Bord waren eine 100 mW starke CW-Ausbreitungs- und Telemetriebake, die auf 437,275 MHz sendete, und ein UKW-Sender auf 437,425 MHz mit einem 145,980-MHz-Uplink.
HITSAT wurde am 22. September 2006 vom Uchinoura Space Center als Sekundärnutzlast zusammen mit  dem Weltraumteleskop Hinode und SSSat auf einer M-V-Rakete gestartet und diente der Ausbildung von Studenten.